# هيروتو سايكاوا
هيروتو سايكاوا (باليابانية: 西川廣人؛ بالكانا: さいかわ ひろと) الرئيس والمدير التنفيذي لشركة نيسان.

## السيرة الذاتية

### المهنة
تدرج سايكاوا في العديد من المناصب قبل أن يصبح المدير التفيذي للشركة، ففي:
- عام 1977: التحق بعد تخرجه مباشرة من الجامعة بشركة نيسان.[3]
- في أكتوبر 2000، أصبح مديرًا عامًا لقسم إستراتيجية الشراء
- في أبريل 2001، أصبح المدير العام التنفيذي لشركة رينو لمشتريات نيسان.
- في أبريل 2003، تم تعيينه كنائب أول للرئيس.[4]
- في أبريل 2005، تم ترقيته إلى نائب الرئيس التنفيذي.
- في يونيو 2005، تم إضافته إلى مجلس الإدارة.
- في 1 نوفمبر 2016، أصبح المدير التنفيذي المساعد للشركة.
- في 1 أبريل 2017، تولى منصب المدير التنفيذي ورئيس الشركة.

بنى سايكاوا سمعة سيئة لكونه صارما وعدوانيا.

### اعتقال كارلوس غصن
أعرب بعد إلقاء القبض على مرشده السابق ورئيس شركة نيسان ورينو عن خيبة أمله الكبيرة مشيرا إلى أن السلطة تتركز في أيدي فرد واحد. اتهم غصن بالاستخدام غير السليم لأموال الشركة الأمر الذي وصفة هيروتو بالنتيجة السلبية الطبيعية لنظام طويل من الفساد.
لكنه عندما سئل عن إذا كان يرى غصن طاغية أم قائد ملهم، التزم الصمت ولم يجيب. صرح سايكاوا إن مجلس إدارة نيسان سيجتمع يوم الخميس الموافق 22 نوفمبر 2018، للتصويت على اقتراح بإقالة غصن، ومحاولة تجنيب الشركة أكبر الخسائر.

## الحياة الشخصية
يبقى سايكاوا حياته الشخصية سرية فلا يعرف عنه سوى القليل مثل تخرجة من جامعة طوكيو.

## وصلات خارجية
- نبذة عن سيرة هيروتو سايكاوا.
- هيروتو سايكاوا يؤكد خبر اعتقال غصن رئيس الشركة السابق.
- تولي سايكاوا منصب المدير التنفيذي لشركة نيسان.